# Manuela Melchiorri
Manuela Melchiorri (* 11. April 1970 in Rom) ist eine ehemalige italienische Schwimmerin. Sie erkämpfte bei Europameisterschaften zwei Bronzemedaillen. Bei Mittelmeerspielen erschwamm sie drei Silbermedaillen.

## Sportliche Karriere
Manuela Melchiorri schwamm für Lazio Rom. Von 1986 bis 1992 gewann sie über 20 italienische Meistertitel vor allem auf den Strecken über 400 Meter und 800 Meter Freistil.
Bei den Europameisterschaften 1987 in Straßburg belegte Melchiorri den siebten Platz über 800 Meter Freistil. Kurz darauf wurden die Mittelmeerspiele in Latakia ausgetragen. Über 800 Meter Freistil gewann beim italienischen Doppelsieg Tanya Vannini vor Melchiorri.
Bei den Olympischen Spielen 1988 in Seoul erreichte Melchiorri das B-Finale über 400 Meter Freistil und belegte als Sechste den 14. Rang in der Gesamtwertung. Über 800 Meter Freistil schwamm Melchiorri die 12. Vorlaufzeit, ein B-Finale wurde nicht ausgetragen.
Im Jahr darauf bei den Europameisterschaften 1989 in Bonn siegte die 4-mal-200-Meter-Freistilstaffel aus der DDR mit neuneinhalb Sekunden Vorsprung vor den Niederländerinnen. Zweieinhalb Sekunden dahinter erkämpften Tanya Vannini, Orietta Patron, Silvia Persi und Manuela Melchiorri die Bronzemedaille vor den Däninnen. Über 400 Meter Freistil siegten mit Anke Möhring und Heike Friedrich zwei Schwimmerinnen aus der DDR vor Manuela Melchiorri, die die Bronzemedaille erschwamm mit einer halben Sekunde Vorsprung vor der Norwegerin Irene Dalby. Über 800 Meter Freistil schlug Melchiorri als Fünfte an, Vierte wurde ihre Landsfrau Cristina Sossi.
Anfang 1991 bei den Weltmeisterschaften in Perth belegte Melchiorri den fünften Platz über 400 Meter Freistil und den sechsten Platz über 800 Meter Freistil. Bei den Mittelmeerspielen in Athen wurde Melchiorri über 200 Meter Freistil Zweite hinter Vannoni und über 800 Meter Freistil Zweite hinter Sossi. Einen Monat nach den Mittelmeerspielen fanden ebenfalls in Athen die Europameisterschaften statt. Fünfeinhalb Sekunden hinter den Medaillengewinnerinnen erkämpfte die 4-mal-200-Meter-Freistilstaffel mit Manuela Melchiorri, Cecilia Vianini, Tanya Vannini und Cristina Sossi den vierten Platz mit einer Hundertstelsekunde Vorsprung auf die Rumäninnen. Über 400 Meter Freistil wurde Melchiorri Sechste. Auf der 800-Meter-Distanz schlug sie als Vierte an, lag aber neun Sekunden hinter der drittplatzierten Cristina Sossi. Die 4-mal-100-Meter-Lagenstaffel mit Lorenza Vigarini, Manuela Dalla Valle, Manuela Melchiorri und Viviana Susin erreichte das Ziel als Fünfte.
1992 bei den Olympischen Spielen in Barcelona wurde Melchiorri als Siebte des B-Finales über 400 Meter Freistil 15. der Gesamtwertung. Über 800 Meter Freistil schwamm sie wie vier Jahre zuvor die zwölftschnellste Vorlaufzeit.